# خشک‌شویی (فیلم ۱۹۱۵)
خشک‌شویی (انگلیسی: Pressing Business) یک فیلم کمدی صامت کوتاه آمریکایی است که در سال ۱۹۱۵ منتشر شد. از بازیگران این فیلم می‌توان به اولیور هاردی، اتل برتون و بیلی روژ اشاره کرد.